# Dragon Quest: L'emblema di Roto
Dragon Quest: L'emblema di Roto (ドラゴンクエスト列伝ロトの紋章?, Dragon Quest retsuden: Roto no monshō) è un manga appartenente alla serie videoludica Dragon Quest. È stato prodotto da Enix e pubblicato sulla rivista Monthly Shōnen Gangan tra il 1991 e il 1997. La storia è stata affidata a Chiaki Kawamata e i disegni sono stati realizzati da Kamui Fujiwara, mentre Junji Koyanagi ha collaborato sia per gli uni che per l'altra. Gli ottantasei capitoli sono stati poi raccolti in ventuno volumi tankōbon. Un'edizione italiana è stata edita da Star Comics a partire da marzo 1998, con una pubblicazione mensile fino a novembre 1999.
Gli eventi narrati nel fumetto si svolgono cento anni dopo la sconfitta di Baramos e Zoma da parte di Roto, personaggio principale di Dragon Quest III: E così entrò nella leggenda..., e hanno per protagonista il discendente di quest'ultimo: Arus, principe del regno di Kaamen. Tutta la storia si colloca dunque nel periodo temporale che intercorre tra Dragon Quest III e Dragon Quest.
Ispirato al manga è stato prodotto nel 1996 un film anime, mentre il seguito ufficiale, Dragon Quest Saga: L'emblema di Roto II - Gli eredi dell'emblema (Dragon Quest retsuden: Roto no monshō - Monshō wo tsugu monotachi), è stato pubblicato da Square Enix tra il 2005 e il 2012 e raccolto in 34 volumi. Inoltre nel biennio 2004/2005 sono stati editi dalla stessa Square Enix tre capitoli di approfondimento riguardanti i personaggi Astea (Aster nelle traduzioni più recenti), Jagan e Kadal, raccolte sotto il nome di Dragon Quest retsuden: Roto no monshō Returns, pubblicate in Italia nel 2018 in un volume unico denominato Dragon Quest Saga: Il ritorno dell'emblema di Roto

## Trama
La storia ha inizio nel regno di Kaamen, il cui sovrano è caduto vittima di un maleficio e per assecondare il volere del Re del male Imajin, dovrà battezzare il figlio che nascerà a breve con il nome maledetto Jagan. Tuttavia, la cerimonia di battesimo sarà interrotta e il neonato verrà chiamato Arus, poco prima che le truppe demoniache invadano e conquistino il castello. Gli unici sopravvissuti all'assalto sono Lunaphrea (figlia di Bolgov, capo delle guardie reali), il chierico Talkin e il piccolo Arus.
Fuggiti nel deserto, i tre si imbattono in Giran, un viaggiatore che si sposta su una nave capace di solcare la sabbia, e suo figlio Kira.
Trovato rifugio presso l'eremita Tao, il quintetto vi trascorre dieci anni, nei quali Arus e Kira si allenano nell'arte del combattimento e diventano buoni amici. Dopo aver respinto l'assalto di alcuni mostri inviati da Imajin al loro nascondiglio, giunge voce che il castello di Lauran sia decaduto, e che al Principe del regno (nato dieci anni prima) sia stato imposto il nome maledetto Jagan, così da poterlo rendere una creatura al servizio del male. A questo punto, il gruppo prenderà la decisione di mettersi in viaggio con lo scopo di riconquistare i territori sotto il controllo demoniaco e scongiurare l'avanzata di Imajin.

## Media

### Manga
Il manga, scritto da Chiaki Kawamata e disegnato da Kamui Fujiwara, è stato serializzato dal marzo 1991 al marzo 1997 sulla rivista Monthly Shōnen Gangan edita da Enix. I vari capitoli sono stati raccolti in ventuno volumi tankōbon pubblicati dal 20 settembre 1991 al 22 luglio 1997. La serie ha ricevuto due ristampe, una composta da diciotto volumi uscita tra il 2006 e il 2007, e l'altra da quindici volumi; entrambe presentano alcuni disegni rielaborati dal designer Kamui Fujiwara.
In Italia la serie è stata pubblicata da Star Comics dal 10 marzo 1998 al 10 novembre 1999. Nel 2015 sempre lo stesso editore ha avviato la pubblicazione di una nuova edizione del manga, una Perfect Edition con pagine a colori e altri contenuti non presenti nella precedente versione, quest'ultima si è conclusa con il quindicesimo volume e si basa sulla riedizione del 2006.

#### Volumi
| Nº | Data di prima pubblicazione | Data di prima pubblicazione | Data di prima pubblicazione |
| Nº | Giapponese                  | Giapponese                  | Italiano                    |
| -- | --------------------------- | --------------------------- | --------------------------- |
| 1  | 20 settembre 1991           | ISBN 4-87025-000-4          | 10 marzo 1998               |
| 2  | 22 febbraio 1992            | ISBN 4-87025-008-X          | 10 aprile 1998              |
| 3  | 22 giugno 1992              | ISBN 4-87025-017-9          | 10 maggio 1998              |
| 4  | 22 agosto 1992              | ISBN 4-87025-022-5          | 10 giugno 1998              |
| 5  | 22 dicembre 1992            | ISBN 4-87025-034-9          | 10 luglio 1998              |
| 6  | 22 maggio 1993              | ISBN 4-87025-043-8          | 10 agosto 1998              |
| 7  | 22 agosto 1993              | ISBN 4-87025-050-0          | 10 settembre 1998           |
| 8  | 22 dicembre 1993            | ISBN 4-87025-063-2          | 10 ottobre 1998             |
| 9  | 22 aprile 1994              | ISBN 4-87025-076-4          | 10 novembre 1998            |
| 10 | 22 agosto 1994              | ISBN 4-87025-087-X          | 10 dicembre 1998            |
| 11 | 22 ottobre 1994             | ISBN 4-87025-092-6          | 10 gennaio 1999             |
| 12 | 22 marzo 1995               | ISBN 4-87025-109-4          | 10 febbraio 1999            |
| 13 | 22 aprile 1995              | ISBN 4-87025-112-4          | 10 marzo 1999               |
| 14 | 22 settembre 1995           | ISBN 4-87025-123-X          | 10 aprile 1999              |
| 15 | 22 gennaio 1996             | ISBN 4-87025-134-5          | 10 maggio 1999              |
| 16 | 22 aprile 1996              | ISBN 4-87025-146-9          | 10 giugno 1999              |
| 17 | 22 agosto 1996              | ISBN 4-87025-156-6          | 10 luglio 1999              |
| 18 | 22 gennaio 1997             | ISBN 4-87025-173-6          | 10 agosto 1999              |
| 19 | 22 febbraio 1997            | ISBN 4-87025-178-7          | 10 settembre 1999           |
| 20 | 22 aprile 1997              | ISBN 4-87025-192-2          | 10 ottobre 1999             |
| 21 | 22 luglio 1997              | ISBN 4-87025-205-8          | 10 novembre 1999            |

### Film d'animazione
Un film d'animazione prodotto dallo studio Nippon Animation e diretto da Tsukasa Sunaga, è stato proiettato nei cinema giapponesi il 20 aprile 1996.